# 알프레드 베르거

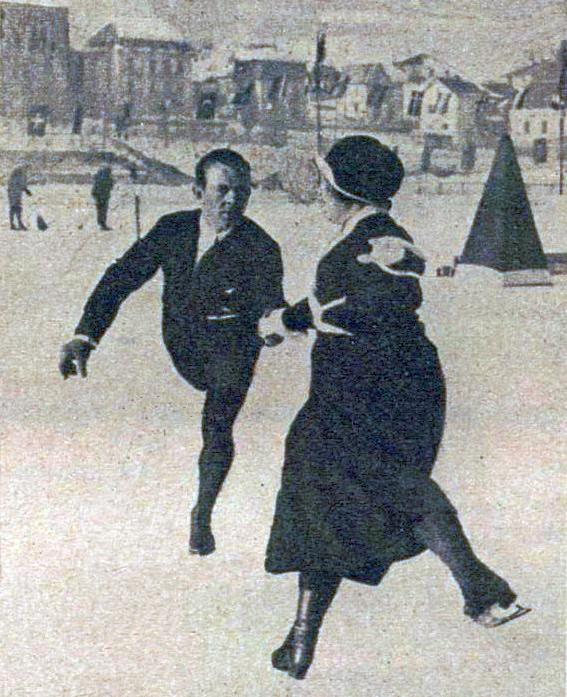

알프레드 베르거(독일어: Alfred Berger, 1894년 8월 25일 - 1966년 6월 11일)는 오스트리아의 피겨 스케이팅 선수였다. 1922년과 1924년에 그와 헬레네 엥겔만은 세계 선수권 대회 페어 스케이팅에서 우승했다. 그들은 1924년 올림픽에서 우승했다.

## 대회 성적
| Event            | 1921 | 1922 | 1923 | 1924 |
| ---------------- | ---- | ---- | ---- | ---- |
| 동계 올림픽      |      |      |      | 1위  |
| 세계 선수권 대회 |      | 1위  |      | 1위  |